# Барт Рамселар
Барт Ра́мселар (нід. Bart Ramselaar; нар. 29 червня 1996, Амерсфорт) — нідерландський футболіст, півзахисник клубу «Лайон Сіті Сейлорс».
Виступав, зокрема, за клуб ПСВ, а також національну збірну Нідерландів.
Чемпіон Нідерландів.

## Клубна кар'єра
Народився 29 червня 1996 року в місті Амерсфорт. Вихованець юнацьких команд футбольних клубів «Амерсфорт», «Рода'46» та «Утрехт».
У дорослому футболі дебютував 2014 року виступами за команду «Утрехт», в якій провів два сезони, взявши участь у 41 матчі чемпіонату. Більшість часу, проведеного у складі «Утрехта», був основним гравцем команди.
Своєю грою за цю команду привернув увагу представників тренерського штабу клубу ПСВ, до складу якого приєднався 2016 року. Відіграв за команду з Ейндговена наступні три сезони своєї ігрової кар'єри. Граючи у складі ПСВ також здебільшого виходив на поле в основному складі команди.
Частину сезону 2018–19 провів у клубі Йонг ПСВ.
До складу клубу «Утрехт» повернувся 2019 року. 31 жовтня 2021 року Барт став автором першого хет-трику в домашньому переможному матчі 5–1 проти клубу Віллем II. Відіграв за команду з Утрехта 92 матчі в національному чемпіонаті.
26 лютого 2024 року Рамселар перейшов до сінгапурського клубу «Лайон Сіті Сейлорс».

## Виступи за збірні
2014 року дебютував у складі юнацької збірної Нідерландів (U-19), загалом на юнацькому рівні взяв участь у 2 іграх.
Протягом 2016–18 років залучався до складу молодіжної збірної Нідерландів. На молодіжному рівні зіграв у 19 офіційних матчах, забив 3 голи.
2016 року дебютував в офіційних матчах у складі національної збірної Нідерландів. Відіграв у трьох матчах, двох товариських проти збірних Бельгії і Кот-д'Івуару, а також в одному офіційному кваліфікаційному відборі до чемпіонату світу 2018 року проти Люксембургу.
| Дата       | Місто      | Господарі  | Результат | Гості       | Турнір            | Голи | Примітки |
| ---------- | ---------- | ---------- | --------- | ----------- | ----------------- | ---- | -------- |
| 9-11-2016  | Амстердам  | Нідерланди | 1 – 1     | Бельгія     | товариський матч  | -    | 89'      |
| 13-11-2016 | Люксембург | Люксембург | 1 – 3     | Нідерланди  | Відбір до ЧС 2018 | -    | 88'      |
| 4-6-2017   | Роттердам  | Нідерланди | 5 – 0     | Кот-д'Івуар | товариський матч  | -    | 84'      |
| Усього     |            | Матчів     | 3         |             | Голів             | 0    |          |

## Титули і досягнення
- Чемпіон Нідерландів (1):

ПСВ: 2017-18
- Володар Суперкубка Сінгапуру (1):

Лайон Сіті Сейлорс: 2024
- Чемпіон Сінгапуру (1):

Лайон Сіті Сейлорс: 2024-25
- Володар Кубка Сінгапуру (1):

Лайон Сіті Сейлорс: 2024-25